# 大韦内迪格山麓普雷格拉滕
大韦内迪格山麓普雷格拉滕是奥地利蒂罗尔州利恩茨县的一个市镇。总面积180.36平方公里，总人口1263人，人口密度7.0人/平方公里（2005年）。